# N17 (Zuid-Afrika)
De N17 is een nationale weg in Zuid-Afrika. De weg loopt van Johannesburg in de provincie Gauteng via Ermelo naar de grens met Swaziland.
N1 · N2 · N3 · N4 · N5 · N6 · N7 · N8 · N9 · N10 · N11 · N12 · N14 · N17 · N18